# Hadena softa
Hadena softa là một loài bướm đêm trong họ Noctuidae.